# Poul Fechtels Hospital

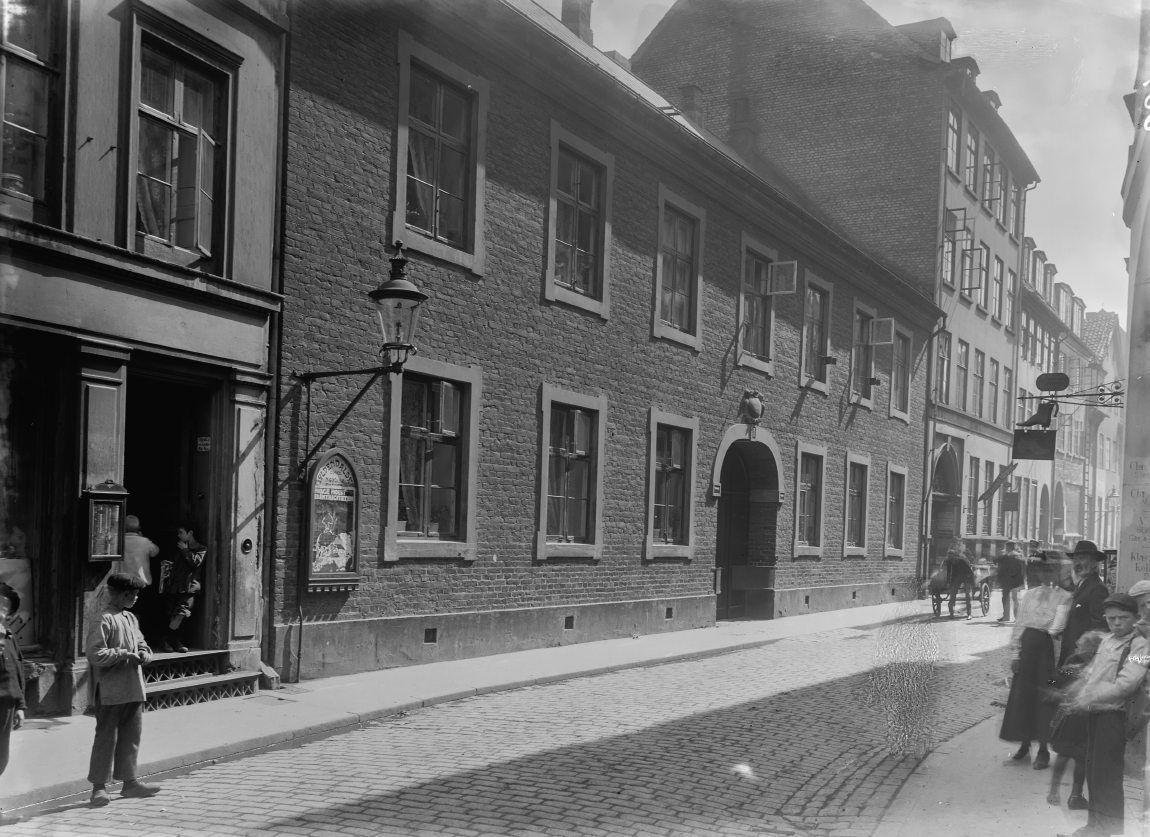
Den tidigare, nu nedrivna, byggnaden på Møntergade.

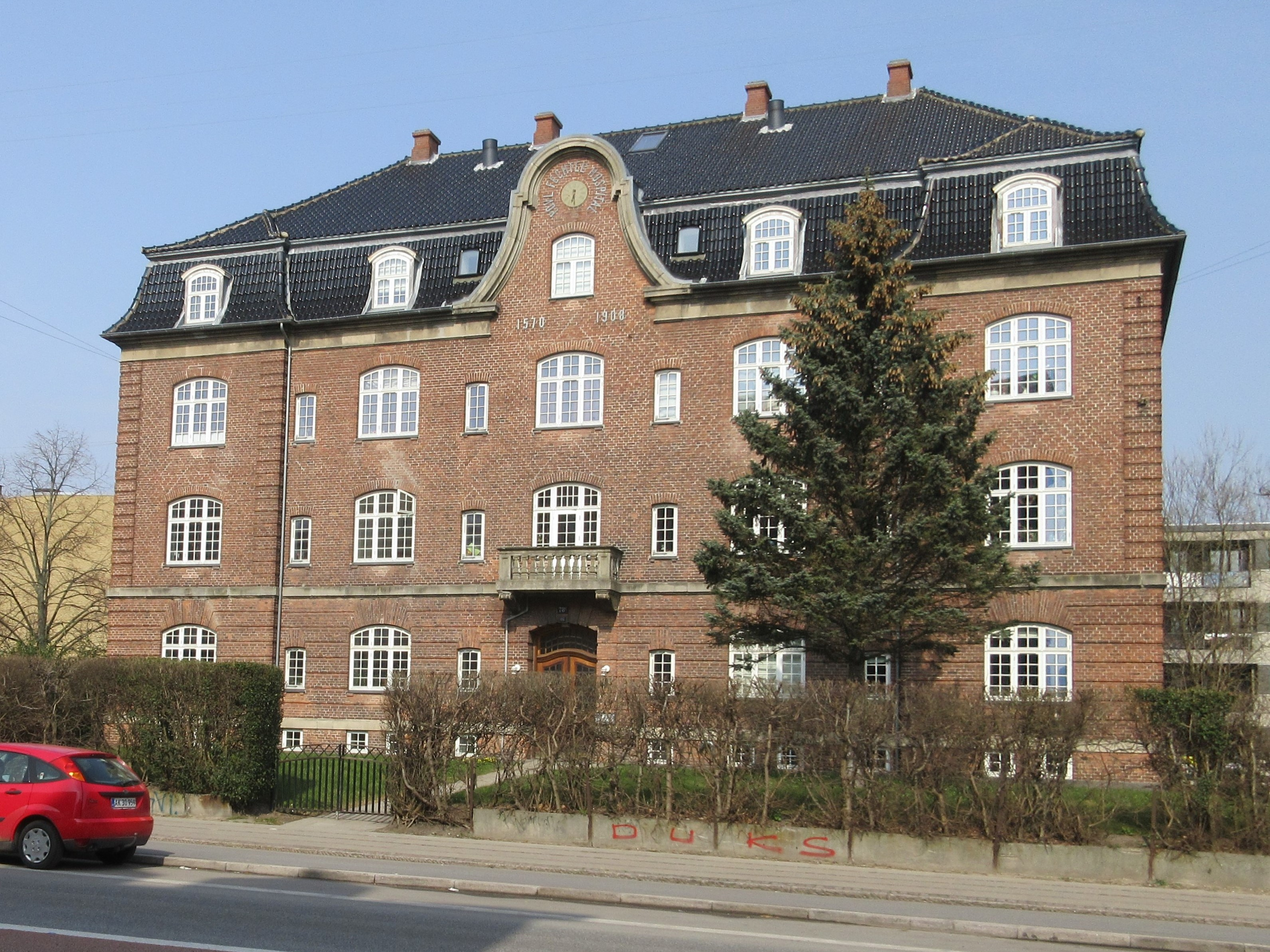
Den nuvarande byggnaden på Frederikssundsvej.

Poul Fechtels Hospital, eller de hamborgerske sjæleboder (de hamburgska själabodarna) i Köpenhamn instiftades år 1570 av Poul Fechtel, som var myntmästare åt Danmarks kung Kristian III.
Fechtel hade invandrat, troligen från Hamburg, under Fredrik I:s regeringstid och bosatt sig i Helsingör. Därifrån kallades han 1536 till Köpenhamn för att överta posten som møntmester i det av Kristian III instiftade myntslageriet i den nedlagda Sankt Clara kyrka, i hörnet av Møntergade och Gammel Mønt. Han förblev i denna ställning till 1565, då kungen tackade honom för "tro tjeneste og godt regnskab" (trogen tjänst och god räkenskap).
Fechtel var en efter tidens förhållanden förmögen man, så att han till och med kunde låna staden pengar, och blev mycket gammal. Han levde ännu 1590, men dödsåret är inte känt.
På en tomt vid Sankt Clare Kirke som skänkts av kung Fredrik II uppförde Fechtel år 1570 några bodar för fattiga hemlösa, vilka snart kallades "Poul Fechtels Boder", "Mønterboderne" eller "Hamborgerboderne". Han skänkte ett kapital på 3000 rigsdaler till sin stiftelse, vars pengar stod på ränta hos magistraten i Hamburg. Han beslöt att den till evig tid skulle styras av medlemmar av hans familj, som dessutom skulle få förtur till institutionen.
Av den anledningen kom "Hamborgerboderne" därför aldrig in under det allmänna fattigväsendet. De låg på sin ursprungliga plats på Møntergade 28 fram till 1908, även om betydande delar av marken under tiden sålts av. Senast 1732 hade nya byggnader uppförts för stiftelsen. År 1908 flyttade man in i sin nyuppförda byggnad på Frederikssundsvej 78A. Stiftelsen fick här fribolig (fri bostad) för 22 personer, samt nio hyreslägenheter.
Ett skådemynt, av vilket det finns ett exemplar i guld och ett i silver i den Den Kongelige Mønt- og Medaillesamling, har bevarat Poul Fechtels ansiktsdrag till eftervärlden.